# Квинтиллион
Квинтиллио́н (сокращённо квинтлн) — натуральное число, является единицей с
- 18 нулями (1 000 000 000 000 000 000 = {\displaystyle 10^{18}}, тысяча квадриллионов или миллион триллионов) в системе наименования чисел с короткой шкалой (в том числе и в России);
- 30 нулями (1 000 000 000 000 000 000 000 000 000 000 = {\displaystyle 10^{30}} = {\displaystyle 10^{6}\times 10^{6}\times 10^{6}\times 10^{6}\times 10^{6}} = {\displaystyle (10^{6})^{5}}, миллион в пятой степени) в системе наименования чисел с длинной шкалой.

|                         | Короткая шкала | Длинная шкала |
| ----------------------- | -------------- | ------------- |
| {\displaystyle 10^{15}} | квадриллион    | биллиард      |
| {\displaystyle 10^{18}} | квинтиллион    | триллион      |
| {\displaystyle 10^{21}} | секстиллион    | триллиард     |
| {\displaystyle 10^{24}} | септиллион     | квадриллион   |

## Иллюстрации
- Диаметр галактики Млечный Путь составляет около одного квинтиллиона километров, или одного зеттаметра, при этом расстояние от него до ближайшей к нему галактики Андромеды составляет 25 квинтиллионов километров, или 2,5 миллиона световых лет.
- В знаменитой задаче о зёрнах на шахматной доске, число зёрен на доске в 64 клеток составит более 18 квинтиллионов.
- Существует более 43 квинтиллионов различных комбинаций кубика Рубика[1].
- Лампа накаливания мощностью 100 Вт (со средней длиной волны излучения 600 нм и с КПД 3,3 %) излучает 10 квинтиллионов фотонов в секунду[2].